# François Faucher (éditeur)
Pour les articles homonymes, voir François Faucher (peintre) et Faucher.
Pour l’article ayant un titre homophone, voir François Fauché.
 (avril 2025).
La mise en forme du texte ne suit pas les recommandations de Wikipédia : il faut le « wikifier ».
Les points d'amélioration suivants sont les cas les plus fréquents. Le détail des points à revoir est peut-être précisé sur la page de discussion.
- Les titres sont pré-formatés par le logiciel. Ils ne sont ni en capitales, ni en gras.
- Le texte ne doit pas être écrit en capitales (les noms de famille non plus), ni en gras, ni en italique, ni en « petit »…
- Le gras n'est utilisé que pour surligner le titre de l'article dans l'introduction, une seule fois.
- L'italique est rarement utilisé : mots en langue étrangère, titres d'œuvres, noms de bateaux, etc.
- Les citations ne sont pas en italique mais en corps de texte normal. Elles sont entourées par des guillemets français : « et ».
- Les listes à puces sont à éviter, des paragraphes rédigés étant largement préférés. Les tableaux sont à réserver à la présentation de données structurées (résultats, etc.).
- Les appels de note de bas de page (petits chiffres en exposant, introduits par l'outil «  Source ») sont à placer entre la fin de phrase et le point final[comme ça].
- Les liens internes (vers d'autres articles de Wikipédia) sont à choisir avec parcimonie. Créez des liens vers des articles approfondissant le sujet. Les termes génériques sans rapport avec le sujet sont à éviter, ainsi que les répétitions de liens vers un même terme.
- Les liens externes sont à placer uniquement dans une section « Liens externes », à la fin de l'article. Ces liens sont à choisir avec parcimonie suivant les règles définies. Si un lien sert de source à l'article, son insertion dans le texte est à faire par les notes de bas de page.
- La présentation des références doit suivre les conventions bibliographiques. Il est recommandé d'utiliser les modèles {{Ouvrage}}, {{Chapitre}}, {{Article}}, {{Lien web}} et/ou {{Bibliographie}}. Le mode d'édition visuel peut mettre en forme automatiquement les références.
- Insérer une infobox (cadre d'informations à droite) n'est pas obligatoire pour parachever la mise en page.

Pour une aide détaillée, merci de consulter Aide:Wikification.
Si vous pensez que ces points ont été résolus, vous pouvez retirer ce bandeau et améliorer la mise en forme d'un autre article.
François Faucher, né le 26 juillet 1932 à Prague et mort le 30 octobre 2015, est un éditeur français,,,,. 
Fils de Paul Faucher, créateur des Albums du Père Castor, et de Lida Durdikova, assistante du célèbre éducateur tchèque František Bakule pionnier de l’Éducation nouvelle, il fut à la tête de l'Atelier du Père Castor de 1967 à 1996 et directeur de la collection des Albums du Père Castor. L'Atelier publia plus de 1500 ouvrages en 30 ans.
François Faucher se présente comme un grand amoureux du Limousin et de ses traditions. Il parle couramment l'occitan limousin et mène des enquêtes sur les thérapies populaires aux environs de Meuzac (où son père s'est réfugié durant la Seconde Guerre mondiale), dans le sud de la  Haute-Vienne et la Corrèze voisine. C'est aussi un passionné de chansons traditionnelles.

## Biographie
Enfant, dans l’Atelier du Père Castor, François taille le papier, colle des maquettes et dessine. Intéressé par la typographie et par le livre en tant qu’objet de culture, François Faucher entre à l’école Estienne pour y étudier le métier de typographe. Fasciné par la transformation des lettres et la mise en page, il suit chez Henri de Jonquières, éditeur, bibliophile et enseignant, une formation aux techniques de l’édition.
Deux périodes douloureuses marqueront sa vie de jeune d’adulte : la maladie puis la mort de sa mère en 1955, et la guerre d’Algérie (1956-1957), au cours de laquelle il quitte la France.
A son retour d’Algérie, le directeur de l’école Estienne lui propose un poste d’employé de fabrication dans l’édition, il découvre et approfondit alors toutes les étapes nécessaires à la confection d’un ouvrage : décalcomanie, sérigraphie, dorure, photogravure, contrôle de gestion, contrôle qualité, prévisions de vente, calcul de prix de revient, etc. Il occupe ensuite un emploi de chromiste en chambre pour l’Union des œuvres catholiques de France.
Au début des années 1960, Paul Faucher demande à son fils d’assurer le secrétariat de l’École du Père Castor. François devient un intermédiaire indispensable, il fait preuve de diplomatie et d’organisation, aptitudes et compétences remarquées par la maison d’édition Flammarion. Henri Flammarion réfléchit à cette période à une restructuration partielle de l’entreprise de manière à accélérer la fabrication des ouvrages et la compétitivité. Pourtant, en 1962, François entre chez Gauthier-Villars, devient chef de fabrication et rapidement décide de suivre des cours du soir de psychologie.
A la mort de Paul Faucher en 1967, Henri Flammarion lui propose de prendre la suite des projets de l’Atelier du Père Castor. Désireux de transmettre une somme de savoir-faire et de savoir-être, François accepte tout en poursuivant ses études de psychologie, il s’attache à comprendre et à décrypter le processus de réception des images chez les tout-petits. Il rencontre Martine Lang, collaboratrice des débuts et figure incontournable de la collection Castor Poche, dont les prémices datent de 1978.
De nombreuses rééditions sont publiées au cours des premières années suivant le décès de son père. François fera néanmoins évoluer la forme des ouvrages en développant les jeux. L’enfant découvre, construit et réfléchit activement.
Parallèlement il s’interroge sur la transmission et le processus d’apprentissage. À partir de 1973, il dirige la collection Pédagogie créatrice chez Fleurus. En prenant appui sur ses expériences et observations, il souhaite présenter les recherches et les mises en pratique éducatives qu’il mène conjointement avec des adultes, des adolescents et des enfants. En 1975 François Faucher dont les origines tchèques demeurent importantes, travaille à l’écriture de l’ouvrage « Une pédagogie de la vie par la vie, Frantisek Bakule » aux éditions Fleurus. En 1975 également, L’imagier, créé 20 ans plus tôt pour apprendre aux tout-petits à décrire par des mots et des images leur environnement, connaît une refonte complète [1]. Les mutations sociologiques et technologiques transforment la manière de vivre et le contexte d’apprentissage de l’enfant. Le vocabulaire rural ne correspond plus à la vie urbaine et à sa prépondérance. Il s’agit de supprimer certains éléments et d’en remplacer d’autres en fonction de leur évolution. Les images sont testées sous la houlette de François Faucher et Martine Lang auprès d’écoles maternelles.
De 1975 à 1996 l’imagier est régulièrement actualisé et traduit, et à partir de 1988 des versions électroniques voient le jour.
En 1980 la collection Castor Poche est lancée avec l’intention de proposer des ouvrages au format poche. Les récits s’adaptent aux âges et se déclinent en catégories : Junior, Benjamin, Cadet, Senior… etc. Pour choisir les textes des Castor Poche, François Faucher et Martine Lang font appel à des collaborateurs étrangers venant de pays et horizons diverses, et nécessitant des traductions.
Les préoccupations de François Faucher resteront les mêmes tout au long de sa carrière, dans la continuité de ce que Paul Faucher initia, François Faucher a su entretenir des valeurs humanistes empreintes d’une ouverture sur le monde. Nombreux sont les ouvrages, offrant la découverte de cultures variées à l’image de la série Les Enfants de la Terre. Les décisions de François Faucher se tournent vers une société qui se meut. Le public évolue, cherche de nouveaux repères et de nouveaux outils de partage.
Dans les années 1990 « Les Histoires du Père Castor » prennent la forme d’une série télévisuelle. Les récits les plus emblématiques de la collection sont alors choisis et chaque épisode commence par la ritournelle « Père Castor, raconte-nous une histoire !».
Nombreux auront été les auteurs et illustrateurs mis en avant par le travail éditorial de François Faucher : May Angeli, Martine Bourre, Lucile Butel, Christian Broutin, Kersti Chaplet, Michèle Daufresne, Laurence Delaby, Albertine Deletaille, Etienne Morel, Gerda Muller, Gérard Franquin, Marie-Noëlle Herrenschmidt, Romain Simon, Rose-Marie Vassallo, pour ne citer qu’eux.
François Faucher prend sa retraite en 1997 et crée la même année l’Association des Amis du Père Castor qui réédite depuis cette date des fac-similés des Albums du Père Castor.
En 2005 il fait don à la Communauté de Communes Briance Haute-Vienne des archives du Père Castor. Depuis 2006, cet ensemble unique de documents imprimés, iconographiques et manuscrits, bénéficie après plusieurs classements, de missions de valorisation auprès du public au sein de la Maison du Père Castor, à Meuzac en Haute-Vienne, sur les terres familiales.
François Faucher meurt en 2015.
En 2017, les archives relatives au travail de Paul Faucher sont inscrites au registre « Mémoire du monde » de l’UNESCO. Elles témoignent d’un remarquable état de conservation, constituent une mémoire exemplaire de l’histoire de la littérature jeunesse et donnent à voir le socle et l’essor d’une révolution pédagogique. Le caractère unique de ce fonds reste pour les professionnels et le grand public un gisement culturel et cultuel.
[1] D’après « L’Imagier du Père Castor, Une aventure éducatrice au long court », Catherine Formet-Jourde, Les Amis du Père Castor, 2023.